# Bill D'Elia
Bill D'Elia é um roteirista, produtor, diretor de televisão americana e ator, ligado a muitas populares e premiadas produções no final do século XX e início do século XXI.

## Início da vida
D'Elia cresceu em Queens, Nova Iorque. É filho de pais italianos: o pai era dono de uma banca de jornal e a mãe era dona de casa. Formou-se em Ithaca College, e obteve um mestrado em comunicação das artes na William Paterson University, em 1972.

## Carreira
Na década de 1980, D'Elia foi um diretor bem-sucedido de comerciais de televisão. Em 1989, ele, de forma independente, produziu e dirigiu o filme A Briga, com base no romance de Thomas Berger, de 1983. O filme atraiu a atenção de Steven Bochco, que contratou D'Elia para dirigir um episódio de Doogie Howser, M. D. Depois, D'Elia passou a dirigir episódios de várias outras séries de televisão, incluindo o Norte da Exposição, Glee, Chicago Hope, Ally McBeal, A Prática, Boston Legal e The West Wing. D'Elia foi produtor executivo/diretor de Chicago Hope, Boston Legal, Ally McBeal, Harry Lei, Manhãs de segunda-feira e "Loucos", e o co-criador de Julgar Amy. Ao longo de sua carreira, dirigiu mais de 100 episódios de televisão. Atualmente, é produtor executivo e diretor de "How To Get Away With Murder", estrelado por Viola Davis.

## Vida pessoal
D'Elia tem dois filhos: Chris D'Elia, comediante de stand-up em Los Angeles, ator e escritor, que estrelou na série da NBC Undateable; e Matt D'Elia, cineasta em Los Angeles, cujo filme de estreia foi American Animal.
É casado com Ellie, uma decoradora de interiores.

## Prêmios
D'Elia foi nomeado para um total de 8 Emmy Awards – 4 como diretor e 4 como produtor-executivo: Chicago Hope (2 pela produção e 1 por dirigir); 1 por dirigir Ally McBeal; e 4 pela produção e direção de Boston Legal.

## Filmografia

### Filmes
| Ano  | Título                                                     | Funcão  | Funcão   | Funcão   | Notas                  |
| Ano  | Título                                                     | Diretor | Produtor | Escritor | Notas                  |
| ---- | ---------------------------------------------------------- | ------- | -------- | -------- | ---------------------- |
| 1989 | A Briga                                                    | Sim     | Sim      | Sim      | -                      |
| 1995 | Grandes Sonhos E Corações Partidos: O Dottie West História | Sim     | Não      | Não      | Filme para a televisão |
| 1995 | Em Nome do Amor: A Tragédia no Texas                       | Sim     | Não      | Não      | Filme para a televisão |
| 1996 | O Homem De Amanhã                                          | Sim     | Não      | Não      | Filme para a televisão |
| 2011 | American Animal                                            | Não     | Sim      | Não      | -                      |

### Televisão
| Ano          | Título                                       | Função   | Função   | Função | Notas |
| Ano          | Título                                       | Director | Producer | Writer | Notas |
| ------------ | -------------------------------------------- | -------- | -------- | ------ | --- |
| 1992         | Law & Order                                  | Sim      | Não      | Não    | "Forgiveness" (Temporada 3, Episódio 3) |
| 1991–93      | Doogie Howser, M.D.                          | Sim      | Não      | Não    | "My Two Dads" (Temporada 2, Episódio 18) "Double Doogie with Cheese" (Temporada 3, Episódio 15) "Spell It 'M-A-N'" (Temporada 4, Epiódio 14) |
| 1991–93      | Reasonable Doubts                            | Sim      | Não      | Não    | "...and Sleep Won't Come" (Temporada 1, Episódio 5) "Home Is Where the Heart Is" (Temporada 1, Episódio 18) "Mercury in Retrograde" (Temporada 2, Episódio 5) "Trust Me on This: Part 1" (Temporada 2, Episódio 22) "Trust Me on This: Part 2" (Temporada 2, Episódio 23) |
| 1991–94      | Northern Exposure                            | Sim      | Não      | Não    | "War and Peace" (Temporada 2, Episódio 6) "Only You" (Temporada 3, Episódio 2) "A-Hunting We Will Go" (Temporada 3, Episódio 8) "Northern Lights" (Temporada 4, Episódio 18) "Fish Story" (Temporada 5, Episódio 18)                                                      |
| 1992–93      | Beverly Hills, 90210                         | Sim      | Não      | Não    | "Baby Makes Five" (Temporada 2, Episódio 22) "Back in the High Life Again" (Temporada 3, Episódio 19) "So Long, Farewell, Auf Wiedersehen, Goodbye" (Temporada 4, Episódio 1)                                                                                             |
| 1993         | Harts of the West                            | Sim      | Não      | Não    | "The Right Stuff" (Temporada 1, Episódio 2) "Goodnight Irene" (Temporada 1, Episódio 5) "Jake's Brother" (Temporada 1, Episódio 8) |
| 1993–95      | Lois & Clark: The New Adventures of Superman | Sim      | Não      | Não    | "Pheromone, My Lovely" (Temporada 1, Episódio 10) "Foundling" (Temporada 1, Episódio 16) "The Eyes Have It" (Temporada 2, Episódio 12) |
| 1994         | Picket Fences                                | Sim      | Não      | Não    | "Abominable Snowman" (Temporada 2, Episódio 13) "Away in the Manger" (Temporada 3, Episódio 10) |
| 1995         | Courthouse                                   | Não      | Sim      | Não    | Todos os episódios |
| 1996         | Time Well Spent                              | Sim      | Não      | Não    | "Pilot"(Temporada 1, Episódio 1) |
| 1996–00      | Chicago Hope                                 | Sim      | Sim      | Não    | Temporadas 3–6 |
| 1999         | Get Real                                     | Sim      | Não      | Não    | "Performance Anxiety" (Temporada 1, Episódio 6) |
| 1999–04      | The West Wing                                | Sim      | Não      | Não    | "The Short List" (Temporada 1, Episódio 9) "Guns Not Butter" (Temporada 4, Episódio 12) "The Warfare of Genghis Khan" (Temporada 5, Episódio 13) |
| 1999–05      | Judging Amy                                  | Não      | Não      | Sim    | Todos os episódios |
| 2000–02      | Ally McBeal                                  | Sim      | Sim      | Não    | Temporadas 4–5 |
| 2002         | American Dreams                              | Sim      | Não      | Não    | "Soldier Boy" (Temporada 1, Episódio 6) |
| 2002         | Saturday Night Live                          | Sim      | Não      | Não    | "Al Gore/Phish" (Temporada 28, Episódio 8) |
| 2003         | Queens Supreme                               | Sim      | Não      | Não    | Todos os episódios |
| 2003         | The Brotherhood of Poland, New Hampshire     | Sim      | Não      | Não    | "Sleeping Lions" (Temporada 1, Episódio 4) |
| 2003         | Miracles                                     | Sim      | Sim      | Não    | "Saint Debbie" (Temporada 1, Episódio 10) |
| 2003         | 111 Gramercy Park                            | Sim      | Não      | Não    | "Pilot"(Temporada 1, Episódio 1) |
| 2004         | The Practice                                 | Sim      | Sim      | Não    | "The Case Against Alan Shore" (Temporada 8, Episódio 18) "The Firm" (Temporada 8, Episódio 19) "Comings and Goings" (Temporada 8, Episódio 20) "New Hoods on the Block" (Temporada 8, Episódio 21) "Adjourned" (Temporada 8, Episódio 22)                                 |
| 2004–08      | Boston Legal                                 | Sim      | Sim      | Não    | Todos os episódios como produtor 17 episódios como diretor |
| 2009         | Law & Order: Criminal Intent                 | Sim      | Não      | Não    | "Rock Star" (Temporada 8, Episódio 2) |
| 2009         | Eastwick                                     | Sim      | Não      | Não    | "Mooning and Crooning" (Temporada 1, Episódio 5) |
| 2009         | Glee                                         | Sim      | Não      | Não    | "Hairography" (Temporada 1, Episódio 11) |
| 2009–14      | Grey's Anatomy                               | Sim      | Não      | Não    | "Here's to Future Days" (Temporada 5, Episódio 23) "Goodbye" (Temporada 6, Episódio 2) "Perfect Little Accident" (Temporada 6, Episódio 16) "Everything I Try to Do, Nothing Seems to Turn Out Right" (Temporada 10, Episódio 23) "Fear" (Temporada 10, Episódio 24)      |
| 2010         | The Mentalist                                | Sim      | Não      | Não    | "Redline" (Temporada 2, Episódio 13) |
| 2011         | Wonder Woman                                 | Não      | Sim      | Não    | "Pilot" (Temporada 1, Episódio 1) |
| 2011–12      | Harry's Law                                  | Sim      | Sim      | Não    | Todos os episódios como produtor 7 episódios como diretor |
| 2013         | Monday Mornings                              | Sim      | Sim      | Não    | Todos os episódios como produtor 4 episódios como diretor |
| 2013         | Chris D'Elia: White Male. Black Comic        | Sim      | Não      | Não    | Especial de televsão |
| 2013–14      | The Crazy Ones                               | Não      | Sim      | Não    | Todos os episódios |
| 2014         | Manhattan                                    | Sim      | Não      | Não    | "A New Approach to Nuclear Cosmology" (Temporada 1, Episódio 5) |
| 2014–present | How to Get Away with Murder                  | Sim      | Sim      | Não    | Todos os episódios como produtor 4 episódios como diretor |
| 2018         | The Good Doctor                              | Sim      | Não      | Não    | 2 episódios como diretor |
| 2018         | The Resident                                 | Sim      | Não      | Não    | "Identity Crisis" (Temporada 1, Episódio 3) |

### Como ator
| Ano  | Título                  | Função    | Notas        |
| ---- | ----------------------- | --------- | ------------ |
| 2011 | O meu encontro com Drew | O próprio | Documentário |

| Ano  | Título                                       | Função                                 | Notas                                                                   |
| ---- | -------------------------------------------- | -------------------------------------- | ----------------------------------------------------------------------- |
| 1995 | Lois & Clark: As Novas Aventuras do Superman | Superintendente do outro lado do Salão | "Os Olhos Têm De Ti" (Temporada 2, Episódio 12)                         |
| 1995 | Tribunal                                     | Juiz Wilson                            | "Ordem no Tribunal" (Temporada 1, Episódio 4)                           |
| 2002 | Ally McBeal                                  | 'A Chorus Line' Produtor               | "O que eu Nunca vou Fazer para Amar de Novo" (Temporada 5, Episódio 20) |